# Genaro Valdez
Genaro Valdez Soto (Cabo San Lucas, Baja California Sur; 16 de enero de 1992) es un artista marcial mixto mexicano que compite en la división de peso ligero.

## Carrera de artes marciales mixtas

### Carrera temprana
Valdez inicio su carrera en el MMA profesional en abril de 2016, y hasta antes de competir para la promoción Ultimate Warrior Challenge México, llevaba seis victorias al hilo. Su única pelea en UWC, que fue ante Alan Muñoz el 24 de agosto de 2019 en UWC México 20, también la ganó.

### LUX Fight League
Valdez llegó a LUX Fight League, enfrentándose a Miguel Arizmendi el 14 de febrero de 2020 en LUX 008. Ganó la pelea por nocaut técnico en el primer asalto.
Valdez se enfrentó a Edgar Díaz Guzmán el 17 de julio de 2020 en LUX 009. Ganó la pelea por sumisión con un estrangulamiento en el primer asalto.

### Dana White's Contender Series
El 5 de octubre de 2021, Valdez participó en la quinta temporada del Dana White's Contender Series en busca de un contrato con UFC enfrentándose a Patrik White. Con un nocaut técnico en el segundo asalto, ganó la pelea y el contrato.

### Ultimate Fighting Championship
Genaro hizo su debut promocional en UFC el 22 de enero de 2022 ante Matt Frevola en el evento UFC 270. Perdió la pelea por nocaut técnico en el primer asalto, siendo la primera derrota de su carrera tras un récord de 10-0.
Valdez se enfrentó a Natan Levy el 3 de diciembre de 2022 en UFC on ESPN 42. Perdió la pelea por decisión unánime.
Valdez se enfrentó a Evan Elder el 15 de julio de 2023 en UFC on ESPN 49. Perdió la pelea por decisión unánime.
Al no cosechar una sola victoria y sumando su tercera derrota consecutiva, fue liberado de la promoción.

## Récord en artes marciales mixtas
| Récord profesional | Récord profesional | Récord profesional |
| 13 peleas          | 10 victorias       | 3 derrotas         |
| ------------------ | ------------------ | ------------------ |
| Nocaut             | 7                  | 1                  |
| Sumisión           | 3                  | 0                  |
| Decisión           | 0                  | 2                  |

| Resultado | Récord | Oponente            | Método                      | Evento                             | Fecha                   | Ronda | Tiempo | Localización        | Notas |
| --------- | ------ | ------------------- | --------------------------- | ---------------------------------- | ----------------------- | ----- | ------ | ------------------- | ----- |
| Derrota   | 10–3   | Evan Elder          | Decisión (unánime)          | UFC on ESPN: Holm vs. Bueno Silva  | 15 de julio de 2023     | 3     | 5:00   | Las Vegas, Nevada   |       |
| Derrota   | 10–2   | Natan Levy          | Decisión (unánime)          | UFC on ESPN: Thompson vs. Holland  | 3 de diciembre de 2022  | 3     | 5:00   | Orlando, Florida    |       |
| Derrota   | 10–1   | Matt Frevola        | TKO (golpes)                | UFC 270                            | 22 de enero de 2022     | 1     | 3:15   | Anaheim, California |       |
| Victoria  | 10–0   | Patrik White        | TKO (golpes)                | Dana White's Contender Series      | 5 de octubre de 2021    | 2     | 0:44   | Las Vegas, Nevada   |       |
| Victoria  | 9–0    | Edgar Díaz Guzmán   | Sumisión (rear-naked choke) | LUX 009                            | 17 de julio de 2020     | 1     | 2:34   | Monterrey           |       |
| Victoria  | 8–0    | Miguel Arizmendi    | TKO (golpes)                | LUX 008                            | 14 de febrero de 2020   | 1     | 4:47   | Ciudad de México    |       |
| Victoria  | 7–0    | Alan Muñoz          | Sumisión (rear-naked choke) | UWC México 20                      | 24 de agosto de 2019    | 1     | 0:51   | Tijuana             |       |
| Victoria  | 6–0    | Hilario Portales    | TKO (golpes)                | Combate Americas: Mexico vs. Spain | 8 de marzo de 2019      | 3     | 1:37   | Guadalajara         |       |
| Victoria  | 5–0    | Carlos López        | TKO (rodillazos y golpes)   | FFC                                | 16 de marzo de 2018     | 1     | 1:38   | Tijuana             |       |
| Victoria  | 4–0    | Luis Martínez       | Sumisión (rear-naked choke) | Genesis Desert Combat Legion       | 2 de septiembre de 2017 | 2     | 1:01   | Puerto Peñasco      |       |
| Victoria  | 3–0    | Ricardo Ávila Soria | TKO (golpes)                | WTC 5                              | 10 de diciembre de 2016 | 2     | 1:50   | Cabo San Lucas      |       |
| Victoria  | 2–0    | Jose Higuera Valles | TKO                         | Gladiadores del Sur                | 16 de julio de 2016     | 1     | 3:45   | Los Cabos           |       |
| Victoria  | 1–0    | Manuel Vaca         | TKO (golpes)                | EXF 5                              | 15 de abril de 2016     | 1     | 1:05   | Ensenada            |       |